# 拉斯阿馬索納斯區
拉斯阿馬索納斯區（西班牙語：Distrito de Las Amazonas），是秘魯的一個區，位於該國東北部洛雷託大區的邁納斯省，始建於1943年7月2日，面積6,592平方公里，海拔高度103米，2005年人口12,349，人口密度每平方公里1.9人。